# Clody Bertola
Clody Bertola (n. 12 august 1913, București, România – d. 28 decembrie 2007, București, România) a fost o actriță română.

## Scurtă biografie
S-a născut la București într-o familie de religie catolică. Copilăria și-a petrecut-o la Chițorani, pe lângă Ploiești, unde părinții aveau o vie (în care actrița își amintea, cu plăcere, faptul că dansa
„Era acolo un univers al meu, acela al naturii, cu care întotdeauna am fost prietenă, dar și frumusețile unei lumi care dispar odată cu copilăria. Sensul ascuns al acestor clipe m-a urmărit peste timp... [dansul] Era jocul meu favorit. Sau poate că în felul meu refăceam prin acest joc drumul ancestral al dansului către teatru...”—Clody Bertola, interviu
Copilăria și adolescența i-au fost marcate de sinuciderea tatălui. Încă din liceu, urmează în paralel și cursurile de artă dramatică din cadrul școlii particulare a Floriei Capsali. Cursurile erau predate de Marietta Sadova și Haig Acterian. Tot Marietta Sadova este cea care o înscrie la Conservatorul de Artă Dramatică, la clasa Mariei Filotti, pe care l-a absolvit în 1936. A fost actriță a Teatrului Bulandra dar a jucat și la Teatrul de Comedie, Teatrul Național din București și Teatrul Mic. Debutează în cinematografie, în 1958, cu rolul Duducăi din filmul Ciulinii Bărăganului, în regia lui Louis Daquin.
A fost căsătorită cu regizorii Liviu Ciulei și Lucian Pintilie si cu pictorul Ștefan Constantinescu. Cariera actriței a fost evocată în volumul „La vie en rose” de Ludmila Patlanjoglu. A fost prietenă cu Jeni Acterian. 
A fondat împreună cu Liviu Ciulei, în 1947, prima trupă a Teatrului Odeon.
Clody Bertola a decedat în București la 28 decembrie 2007, la vârsta de 94 ani. Corpul neînsuflețit a fost depus în capela din cimitirul Bellu catolic, după care a fost incinerat la Crematoriul Vitan Bârzești, potrivit dorinței testamentare a răposatei.

## Familia
A fost căsătorită de trei ori, iar doi dintre soții săi au fost Liviu Ciulei, mai mic cu 10 ani, și Lucian Pintilie, mai tânăr cu 20 de ani.

## Filmografie
- 1958: Ciulinii Bărăganului[10]
- 1971: Facerea lumii
- 1972: Felix și Otilia - Aglae Tulea[11]
- 1973: Ciprian Porumbescu - soția pastorului[12]
- 1975: Cadavrul viu - Ana Carenina
- 1978: Profetul, aurul și ardelenii

## Distincții
- Ordinul Muncii clasa a III-a (9 iunie 1954) „pentru merite deosebite în domeniul artei teatrale”[13]
- titlul de Artist emerit al Republicii Populare Romîne (15 mai 1957) „pentru merite deosebite în activitatea artistică, pedagogică, precum și în munca din alte domenii ale culturii”[14]
- Ordinul Muncii clasa a II-a (25 decembrie 1957) „cu prilejul împlinirii a zece ani de activitate a Teatrului Municipal din București, pentru merite deosebite în activitatea artistică”[15]
- Ordinul „Meritul Cultural” clasa a II-a (6 noiembrie 1967) „pentru merite deosebite în domeniul artei dramatice”[16]